# اللجنة الإقليمية الإفريقية للإشهاد
اللجنة الإقليمية الأفريقية للإشهاد (بالإنجليزية: Africa Regional Certification Commission)‏ وتُسمى اختصارًا ARCC، هو مجلسٌ يتكون من 16 شخصًا عيّنهم المدير الإقليمي لمنظمة الصحة العالمية لأفريقيا في عام 1998. وقد كُلفت اللجنة بالإشراف على استئصال فيروس شلل الأطفال من قارة أفريقيا. يقع مقر اللجنة في ياوندي بالكاميرون، وتترأسه روز ليك. تُعد هذه اللجنة المنظمة الوحيدة المُعترف بها للتصديق والإشهاد على أنه قد قُضي على شلل الأطفال في المنطقة.
في 25 أغسطس 2020، أعلنت اللجنة أنه قد قُضي على شلل الأطفال في أفريقيا. تطلب الأمر تطعيم (تلقيح) 95% من سكان أفريقيا للحصول على المصادقة بخلوها من شلل الأطفال. كانت آخر حالة شلل أطفال أُبلغ عنها في المنطقة في 21 أغسطس 2016، في ولاية برنو بنيجيريا.